# Liste der Senatoren der Vereinigten Staaten aus Illinois
Die Liste der Senatoren der Vereinigten Staaten aus Illinois führt alle Personen auf, die jemals für diesen Bundesstaat dem Senat angehört haben, nach den Senatsklassen sortiert. Dabei zeigt eine Klasse, wann dieser Senator wiedergewählt wird. Die Senatoren der class 2 wurden zuletzt im November 2020 wiedergewählt, die Wahlen der Senatoren der class 3 fanden zuletzt im Jahr 2022 statt.

## Klasse 2

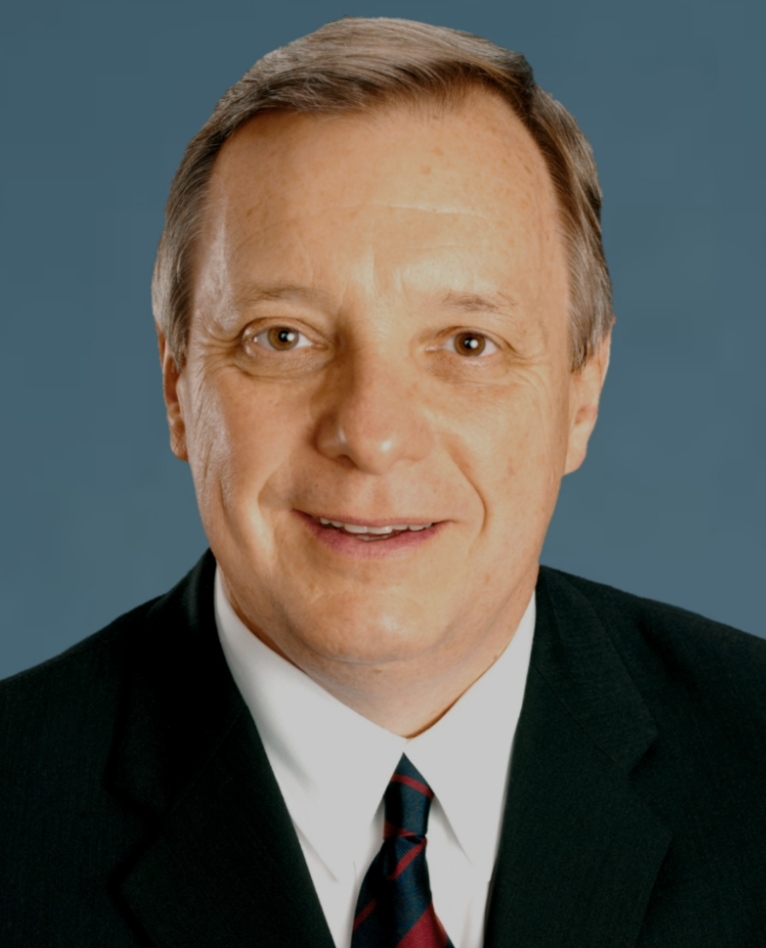
Dick Durbin

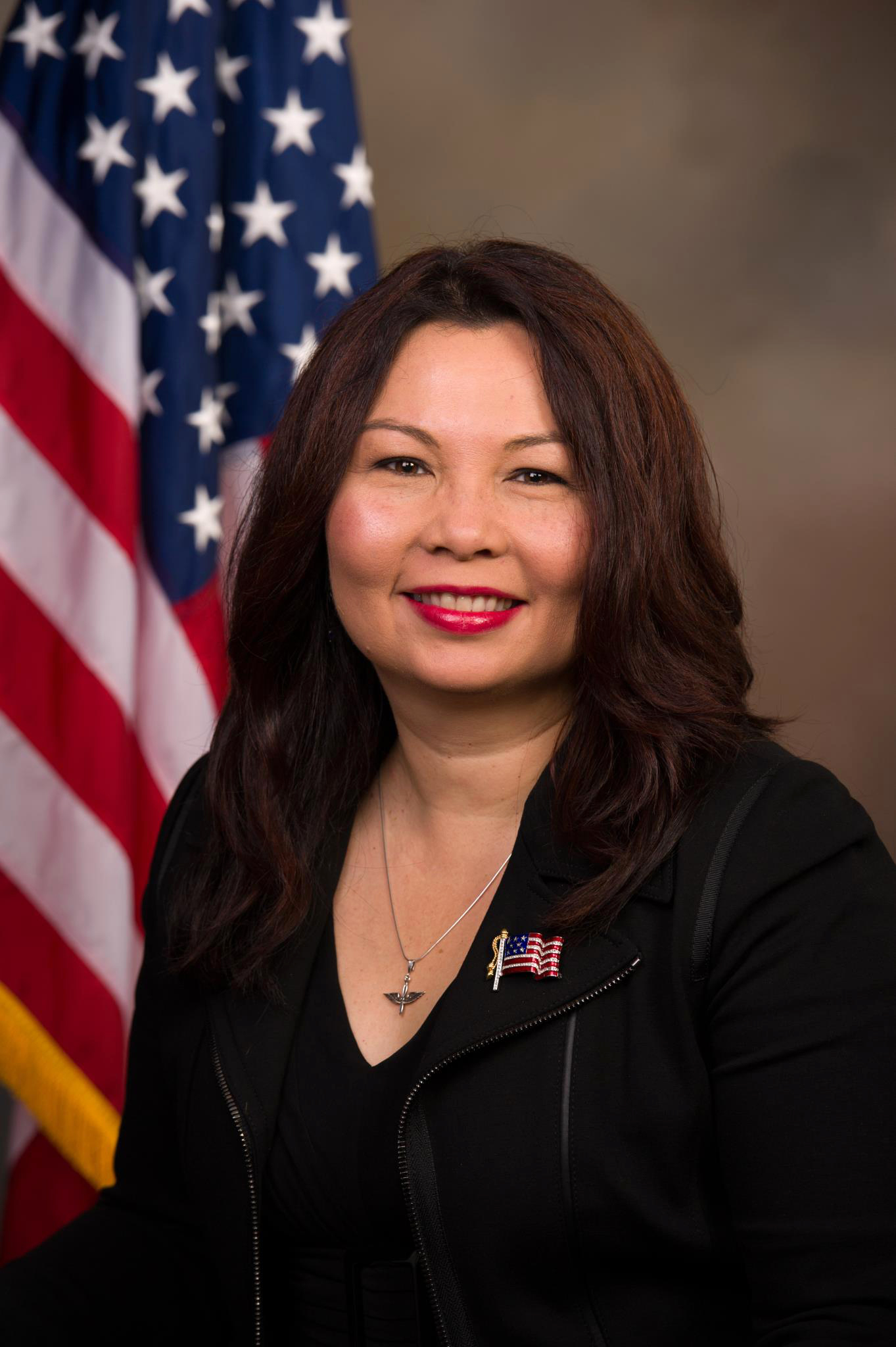
Tammy Duckworth

Illinois ist seit dem 3. Dezember 1818 US-Bundesstaat und hatte bis heute 22 Senatoren der class 2 im Kongress, von denen einer, J. Hamilton Lewis, zwei nicht unmittelbar aufeinander folgende Amtszeiten absolvierte.
| Name                         | Amtszeit  | Partei                | Lebensdaten                           |
| ---------------------------- | --------- | --------------------- | ------------------------------------- |
| Jesse Burgess Thomas         | 1818–1829 | Democratic Republican | 1777–2. Mai 1853                      |
| John McLean                  | 1829–1830 | Demokrat              | 4. Februar 1791–14. Oktober 1830      |
| David Jewett Baker           | 1830      | Demokrat              | 7. September 1792–6. August 1869      |
| John McCracken Robinson      | 1830–1841 | Demokrat              | 10. April 1794–25. April 1843         |
| Samuel McRoberts             | 1841–1843 | Demokrat              | 12. April 1799–27. März 1843          |
| James Semple                 | 1843–1847 | Demokrat              | 5. Januar 1798–20. Dezember 1866      |
| Stephen Arnold Douglas       | 1847–1861 | Demokrat              | 23. April 1813–3. Juni 1861           |
| Orville Hickman Browning     | 1861–1863 | Republikaner          | 10. Februar 1806–10. August 1881      |
| William Alexander Richardson | 1863–1865 | Demokrat              | 16. Januar 1811–27. Dezember 1875     |
| Richard Yates                | 1865–1871 | Republikaner          | 18. Januar 1818–27. November 1873     |
| John Alexander Logan         | 1871–1877 | Republikaner          | 9. Februar 1826–26. Dezember 1886     |
| David Davis                  | 1877–1883 | Unabhängiger          | 9. März 1815–26. Juni 1886            |
| Shelby Moore Cullom          | 1883–1913 | Republikaner          | 22. November 1829–28. Januar 1914     |
| James Hamilton Lewis         | 1913–1919 | Demokrat              | 18. Mai 1863–9. April 1939            |
| Joseph Medill McCormick      | 1919–1925 | Republikaner          | 16. Mai 1877–25. Februar 1925         |
| Charles Samuel Deneen        | 1925–1931 | Republikaner          | 4. Mai 1863–5. Februar 1940           |
| James Hamilton Lewis         | 1931–1939 | Demokrat              | 18. Mai 1863–9. April 1939            |
| James Michael Slattery       | 1939–1940 | Demokrat              | 29. Juli 1878–28. August 1948         |
| Charles Wayland Brooks       | 1940–1949 | Republikaner          | 8. März 1897–14. Januar 1957          |
| Paul Howard Douglas          | 1949–1967 | Demokrat              | 26. März 1892–24. September 1976      |
| Charles Harting Percy        | 1967–1985 | Republikaner          | 27. September 1919–17. September 2011 |
| Paul Martin Simon            | 1985–1997 | Demokrat              | 29. November 1928–9. Dezember 2003    |
| Richard Joseph Durbin        | seit 1997 | Demokrat              | * 21. November 1944                   |

## Klasse 3
Illinois stellte bis heute 30 Senatoren der class 3.
| Name                          | Amtszeit  | Partei                                 | Lebensdaten                           |
| ----------------------------- | --------- | -------------------------------------- | ------------------------------------- |
| Ninian Edwards                | 1818–1824 | Democratic Republican                  | 17. März 1775–20. Juli 1833           |
| John McLean                   | 1824–1825 | Democratic Republican                  | 4. Februar 1791–14. Oktober 1830      |
| Elias Kent Kane               | 1825–1835 | Democratic Republican ab 1829 Demokrat | 7. Juni 1794–12. Dezember 1835        |
| William Lee Davidson Ewing    | 1835–1837 | Demokrat                               | 31. August 1795–25. März 1846         |
| Richard Montgomery Young      | 1837–1843 | Demokrat                               | 20. Februar 1798–28. November 1861    |
| Sidney Breese                 | 1843–1849 | Demokrat                               | 7. September 1800–27. Juni 1878       |
| James Shields                 | 1849–1855 | Demokrat                               | 10. Mai 1810–1. Juni 1879             |
| Lyman Trumbull                | 1855–1873 | Republikaner                           | 12. Oktober 1813–25. Juni 1896        |
| Richard James Oglesby         | 1873–1879 | Republikaner                           | 25. Juli 1824–24. April 1899          |
| John Alexander Logan          | 1879–1886 | Republikaner                           | 9. Februar 1826–26. Dezember 1886     |
| Charles Benjamin Farwell      | 1887–1891 | Republikaner                           | 1. Juli 1823–23. September 1903       |
| John McAuley Palmer           | 1891–1897 | Demokrat                               | 13. September 1817–25. September 1900 |
| William Ernest Mason          | 1897–1903 | Republikaner                           | 7. Juli 1850–16. Juni 1921            |
| Albert Jarvis Hopkins         | 1903–1909 | Republikaner                           | 15. August 1846–23. August 1922       |
| William Lorimer               | 1909–1912 | Republikaner                           | 27. April 1861–13. September 1934     |
| Lawrence Yates Sherman        | 1913–1921 | Republikaner                           | 8. November 1858–15. September 1939   |
| William Brown McKinley        | 1921–1926 | Republikaner                           | 5. September 1856–7. Dezember 1926    |
| vakant                        |           |                                        |                                       |
| Otis Ferguson Glenn           | 1928–1933 | Republikaner                           | 27. August 1879–11. März 1959         |
| William Henry Dieterich       | 1933–1939 | Demokrat                               | 31. März 1876–12. Oktober 1940        |
| Scott Wike Lucas              | 1939–1951 | Demokrat                               | 19. Februar 1892–22. Februar 1968     |
| Everett McKinley Dirksen      | 1951–1969 | Republikaner                           | 4. Januar 1896–7. September 1969      |
| Ralph Tyler Smith             | 1969–1970 | Republikaner                           | 6. Oktober 1915–13. August 1972       |
| Adlai Ewing Stevenson III     | 1970–1981 | Demokrat                               | 10. Oktober 1930–6. September 2021    |
| Alan John Dixon               | 1981–1993 | Demokrat                               | 7. Juli 1927–6. Juli 2014             |
| Carol Elizabeth Moseley Braun | 1993–1999 | Demokrat                               | * 16. August 1947                     |
| Peter Gosselin Fitzgerald     | 1999–2005 | Republikaner                           | * 20. Oktober 1960                    |
| Barack Hussein Obama          | 2005–2008 | Demokrat                               | * 4. August 1961                      |
| Roland Wallace Burris         | 2009–2010 | Demokrat                               | * 3. August 1937                      |
| Mark Steven Kirk              | 2010–2017 | Republikaner                           | * 15. September 1959                  |
| Ladda Tammy Duckworth         | ab 2017   | Demokrat                               | * 12. März 1968                       |